# ۶۳۷ (میلادی)

## رویدادها
تسخیر تیسفون، پایتخت امپراتوری ساسانی بدست تازیان.

## زادروزها
- کلوویس دوم پادشاه دودمان مروونژی‌ها چشم به جهان گشود.